# Briza uniolae
Briza uniolae är en gräsart som först beskrevs av Christian Gottfried Daniel Nees von Esenbeck, och fick sitt nu gällande namn av Ernst Gottlieb von Steudel. Briza uniolae ingår i släktet darrgrässläktet, och familjen gräs. Inga underarter finns listade i Catalogue of Life.